# Đường Gia Triền
Đường Gia Triền (tiếng Trung: 唐家璇; bính âm: Táng Jiāxuán; sinh ngày 17 tháng 1 năm 1938) là nhà ngoại giao người Trung Quốc. Ông từng giữ chức Ủy viên Quốc vụ, Bộ trưởng Bộ Ngoại giao và công sứ Đại sứ quán Trung Quốc tại Nhật Bản.

## Sự nghiệp
Từ năm 1955 đến năm 1958, Đường Gia Triền học chuyên ngành tiếng Anh tại Đại học Phục Đán. Từ năm 1958 đến năm 1962, ông học chuyên ngành tiếng Nhật tại Đại học Bắc Kinh.
Năm 1964 đến năm 1969, ông công tác tại đội phiên dịch, Bộ Ngoại giao. Tháng 11 năm 1973, ông gia nhập Đảng Cộng sản Trung Quốc.
Năm 1978 đến năm 1983, Đường Gia Triền đảm nhiệm vai trò Bí thư thứ hai rồi Bí thư thứ nhất Đại sứ quán Trung Quốc tại Nhật Bản.
Năm 1985, ông được bổ nhiệm làm Phó Vụ trưởng Vụ châu Á, Bộ Ngoại giao. Năm 1988, ông được luân chuyển làm Tham tán hàm công sứ rồi công sứ Đại sứ quán Trung Quốc tại Nhật Bản. Năm 1991, ông được bổ nhiệm giữ chức Ủy viên Đảng ủy Bộ Ngoại giao, Trợ lý Bộ trưởng Bộ Ngoại giao. Năm 1993, ông được bổ nhiệm làm Ủy viên Đảng ủy Bộ Ngoại giao, Thứ trưởng Bộ Ngoại giao Cộng hòa Nhân dân Trung Hoa. Năm 1994, ông được bổ nhiệm giữ chức Phó Bí thư Đảng ủy Bộ Ngoại giao, Thứ trưởng Bộ Ngoại giao. Năm 1997, ông được bổ nhiệm làm Bí thư Đảng ủy Bộ Ngoại giao, Thứ trưởng Bộ Ngoại giao.
Tháng 3 năm 1998, Đường Gia Triền được bầu giữ chức vụ Bộ trưởng Bộ Ngoại giao kiêm Bí thư Đảng ủy Bộ Ngoại giao. Năm 2000 đến tháng 3 năm 2003, ông là Ủy viên Đảng ủy Bộ Ngoại giao, Bộ trưởng Bộ Ngoại giao.
Tháng 3 năm 2003 đến tháng 3 năm 2008, ông giữ chức Ủy viên Quốc vụ.
Đường Gia Triền là Ủy viên Ban Chấp hành Trung ương Đảng Cộng sản Trung Quốc khóa XV (1997-2002) và khóa XVI (2002-2007).

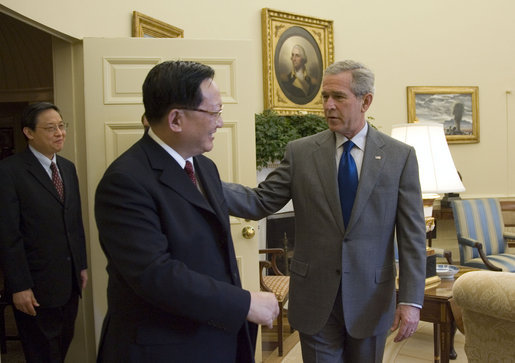
George W. Bush gặp Đường Gia Triền ở Phòng Bầu dục, ngày 12 tháng 10 năm 2006. Ảnh của Kimberlee Hewitt

Ngày 25 tháng 12 năm 2000, tại Bắc Kinh, trên cương vị Bộ trưởng Ngoại giao Trung Quốc, Đường Gia Triền đã thay mặt phía Trung Quốc ký Hiệp ước phân định lãnh hải, vùng đặc quyền kinh tế và thềm lục địa trong Vịnh Bắc Bộ với Việt Nam, (phía Việt Nam do Bộ trưởng Ngoại giao Nguyễn Dy Niên ký), trước sự chứng kiến của Chủ tịch nước Trần Đức Lương.